# Gossip from the Forest
Gossip from the Forest è un romanzo di Thomas Keneally del 1975 che partecipò alla selezione finale del Booker Prize.
Il romanzo presenta una narrazione fittizia dei colloqui di pace che avvennero nella foresta di Compiègne nel novembre 1918, concentrandosi sulla figura del diplomatico tedesco Matthias Erzberger, un pacifista liberale.